# Zlata mrzlica v Witwatersrandu
Zlata mrzlica v Witwatersrandu je bila zlata mrzlica, ki se je začela leta 1886 in vodila do ustanovitve Johannesburga v Južni Afriki. To je bil del mineralne revolucije.

## Izvor
V današnji provinci Mpumalanga so rudarji zlata v aluvialnih rudnikih Barberton in Pilgrim's Rest ter lokalna plemena sumili na obstoj nahajališč zlata. Leta 1886 so v regiji Witwatersrand našli zlato. Znanstvene študije kažejo, da je bil »Zlati lok«, ki se razteza od Johannesburga do Welkoma, nekoč ogromno celinsko jezero, mulj in usedline zlata iz naplavljenega zlata pa so se naselili na območju, ki je tvorilo najdeno zlato.

## Odkritje
Prvo odkritje zlata v regiji je leta 1852 na farmi Pardekraal v Krugersdorpu izvedel John Henry Davis, valižanski mineralog.:11 Davis je svojo najdbo zlata predstavil predsedniku Andriesu Pretoriusu, ki se je bal, kaj se bo zgodilo z novo republiko, če bo odkritje postalo splošno znano. Davisu je bilo rečeno, naj proda zlato v vrednosti 600 funtov državni blagajni Transvaala, nato pa so mu ukazali, naj zapusti državo in ga pospremili do meje, kjer se je vrnil v Kapsko kolonijo.:49
Druga najdba Pietra Jacoba Maraisa, ki je kopal zlato v Kaliforniji, je bila zabeležena leta 1853 na reki Jukskei, in je bila podvržena podobni tajnosti. V Potchefstroom je prispel 3. septembra 1853. Marais je raziskoval severna pobočja Witwatersranda, nekaj kilometrov od bodočega glavnega grebena, in med tem našel majhne vzorce zlata. Med oktobrom in novembrom 1853 je kopal reke Crocodile in Jukskei ter raziskoval Suikerboschrand na jugu. 1. decembra je Marais zaprosil za dovoljenje Volksraada za iskanje zlata, kar je bilo sprejeto z določilom, da bo Komisija obstoječih okrožij republike obveščena, če bo odkrito. Bil je tudi posvarjen, da bo kaznovan s smrtjo, če bo kateri koli tuji sili povedal o morebitnih najdbah, ki bi povzročile motnje obstoju republike. Marais je nato januarja 1854 veslal po rekah Sand in Dwars. Njegove majhne najdbe zlata so bile januarja 1854 razstavljene na sodišču v Potchefstroomu.  Potem ko je 7. aprila 1855 predložil svoje zadnje poročilo vladi ZAR, je leta 1855 zapustil ZAR in se naselil v Dordrechtu, Kapska kolonija.
Leta 1856 je poročnik Lys odpotoval v Pretorio iz Pietermaritzburga in obstal pri prečkanju močvirja na kmetiji Driefontein, današnjem Germistonu, ki je kasneje postal Knights Mine.
Čeprav so bila v regiji manjša rudarska dela, se je zlata mrzlica v Witwatersrandu resno začela šele leta 1884 in po odkritju leta 1886 v Langlaagteju.
Raziskovalec in iskalec zlata Jan Gerrit Bantjes (1840-1914) je bil prvi in prvotni odkritelj zlatega grebena Witwatersrand junija 1884. Območje je raziskoval od zgodnjih 1880-ih let in upravljal rudnik zlata Kromdraai leta 1883 na severozahodu današnjega Johannesburga s svojim partnerjem Johannesom Stephanusom Minnaarjem na območju, ki je danes znano kot Zibelka človeštva. Vendar je našel manjše grebene in danes soglasje napačno trdi, da se zasluge za odkritje glavnega zlatega grebena pripisujejo Georgeu Harrisonu, čigar ugotovitve na kmetiji Langlaagte so bile narejene julija 1886, bodisi naključno ali s sistematičnim raziskovanjem. To je bil britanski poskus, da bi zasluge za odkritje pripisali anglosaškemu sektorju, da bi upravičili, da so polja Witwatersrand britanska. Ta poteza je bila eden od dejavnikov, ki so pripeljali do anglo-burske vojne 1899-1902. Harrison je svoj zahtevek razglasil takratni vladi Južnoafriške republike (ZAR) in območje je bilo razglašeno za odprto. Njegovo odkritje je bilo zabeleženo s spomenikom, kjer naj bi bil prvotni odtok zlata, in parkom, imenovanim v njegovo čast. Harrison naj bi svojo terjatev prodal za manj kot 10 funtov, preden je zapustil območje.
Novice o zlatu so se hitro razširile in dosegle Cecila Rhodesa v Kimberleyju. Rhodes in njegov partner Robinson z ekipo spremljevalcev sta bila radovedna in sta jahala več kot 400 km do Bantjesovega taborišča v Vogelstruisfonteinu, kjer sta z njim ostala dve noči v bližini mesta, ki je kasneje postalo Roodepoort. Rhodes je od Bantjesa kupil prvo serijo zlata Witwatersrand za 3000 funtov. Ta nakup je bila prva transakcija novoustanovljenega podjetja Consolidated Gold Fields of South Africa.
Novice so dosegle preostali svet in raziskovalci od Avstralije do Kalifornije so začeli prihajati v množicah, naseljenci pa so prispeli v Johannesburg. Vstop tujcev je šel dobro, vendar je nekaj let pozneje predsednik Južnoafriške republike (ZAR) Paul Kruger skrbel, da bodo tujci presegli število Burov, in uvedel ukrepe, da bi to preprečil. Kruger se je o ukrepih pogovarjal z Bantjesom, čigar oče, Jan Gerritze Bantjes, je izobraževal Krugerja, ko je bil še deček med Velikim pohodom. Eden od ukrepov je uvedel visoke davke na prodajo dinamita tujcem, da bi upočasnil zagon. To je vznemirilo rudarje in Britanci so to vzeli kot razlog, da so si lastili zlata polja. Sledil je Jameson Raid, ki je pritegnil pozornost na Cecila Rhodesa. Jameson Raid je podpiral Rhodesa, vodil pa ga je Sir Leander Starr Jameson. Njegov namen je bil zrušiti vlado Transvaala in regijo spremeniti v britansko kolonijo. V uporu je sodelovalo 500 mož; 21 jih je bilo ubitih, mnogi pa so bili aretirani, nato so jim sodili in obsodili.

## Ustanovitev Johannesburga
Rudarska vas Ferreira's Camp je bila formalizirana v naselje, potem ko so se na tem območju naselili ljudje, ki so iskali zlato. Sprva ZAR ni verjel, da bo zlato trajalo dolgo, in je začrtal majhen trikoten kos zemlje, da bi nanj strpali čim več parcel. To je razlog, zakaj so ulice osrednje poslovne četrti Johannesburga tako ozke. Obstaja spor glede izvora imena Johannesburg in po kom je Johannes, običajnem nizozemskem imenu, mesto dobilo ime. Ena od teorij je, da je dobilo ime po dveh državnih geodetih, ki sta bila poslana, da izbereta območje za postavitev novega mesta, Johannu Rissiku in Christiaanu Johannesu Joubertu.
V 10 letih je bilo mesto največje v Južni Afriki, raslo je hitreje kot Cape Town, ki je bil več kot 200 let starejši. Zlata mrzlica je povzročila velik razvoj Johannesburga in Witwatersranda, območje pa je danes glavno metropolitansko območje Južne Afrike. Ena od posledic zlate mrzlice je bila gradnja prvih železniških prog v tem delu Afrike. Zaradi hitrega razvoja zlatih nahajališč na Witwatersrandu v 1880-ih in povpraševanja po premogu s strani rastoče industrije je vlada ZAR nizozemsko-južnoafriški železniški družbi (NZASM) 20. julija 1888 podelila koncesijo za izgradnjo 25 kilometrov železniške proge od Johannesburga do Boksburga. Proga je bila odprta 17. marca 1890, ko je prvi vlak vlekla 14-tonska lokomotiva. Postala je znana kot »Randtram«, čeprav je bila železnica in ni bila namenjena tramvajskemu prometu. To je bila prva delujoča železniška proga v Transvaalu.
Odkritje zlata na Witwatersrandu je ustvarilo tudi super premožni razred rudarjev in industrialcev, znanih kot Randlordi. Mnogi Randlordi so na grebenu Parktown zgradili velika posestva in dvorce.